# G線上の猫
『G線上の猫』（ジーせんじょうのねこ）は、宮城とおこによる日本の漫画作品。1999年から2007年に『CRAFT』（大洋図書）で連載された。全3巻。また番外編を集めた短編集『遠い日の蝶』も刊行されている。
ドラマCDはインターコミュニケーションズ・レーベルから、第一弾が2005年10月30日に、第二弾が2006年6月30日に発売されている。

## あらすじ
音楽学校でバイオリンを学ぶ高校生理也は著名な音楽家を親に持ち、将来を嘱望されている。だが理也には誰にも言えない秘密があった。それはもう一人の自分? ひょんなことから知り合い、理也の秘密を共有する大学生篤志。そして、理也に複雑な想いを抱き翻弄する先輩・香坂。縺れる関係の行方は?

## 登場人物
声の記述はドラマCD版である。

### 主要人物
成川 理也（なるかわ りや）
声 - 神谷浩史
本作の主人公。桐峰学園高校の音楽科・バイオリン専攻に通う高校1年生。11歳の時にコンクール入賞の経験もある天才児。父親仕込みの技術はしっかりしていて、ステージ上での集中力は群を抜く。過去に、あることがきっかけとなり、自分で左手中指と薬指の根元をカッターで切った痕は、今でも残っている。
ある時期から精神的に不安定な状態になっていて、普段表に出ているおとなしい人格（=「白」）と強気で生意気な人格（=「黒」）が時折入れ替わる多重人格障害であることを隠して生活していた。しかしアパートの部屋の前で行き倒れたことから知り合った篤志にバレてしまい、精神的・物理的ともに逃げ道とするようになる。幼い頃はどこかぽやんとした不思議な子供であり、中学時代から表に出ている白・理也も、自己防衛のために作り出したものである。当初、黒・理也は白・理也を「死んだ双子の弟」と認識していた。黒・理也が出ている間は白・理也は記憶がない状態である。
黒・理也は篤志になついて、篤志のアパートに気まぐれに出入りしていたが、白・理也の方は訳も分からず篤志のアパートの鍵をお守りのように持ち歩く日々を送っており、香坂と関係を持ってからは篤志の優しさに甘えたくないがゆえに、さらに不安定な精神状態に陥ることに。10日以上表に出なかった白・理也が完全に消えかけたことで表に出てきた黒・理也がパニックを起こした後、夢の中で白・理也が黒・理也の存在を認識したことがきっかけとなり、黒・理也がこれまでの心の痛みを一手に引き受ける形で白・理也を呼び戻すことに成功した。
多重人格障害のことは教師の一部には伝わっていて、カウンセリングも定期的に受けている。中学卒業した年の春、父親がアメリカに拠点を移す際に強引に留学させられかけて揉めたが、佐紀のとりなしもあってニューヨークに留学する。留学後は父や佐紀が籍を置く音楽事務所に籍を置いて演奏活動を本格化させる。その頃には黒と白が融合したような人格へと変化しており、一人称と篤志への呼びかけが黒・理也のものになっている。
池田 篤志（いけだ あつし）
声 - 森川智之
明慶大学経済学部に通う大学生。実家は千葉で、現在はアパートに一人暮らし。捨て猫などを放っておけないタイプなため、自分の部屋の前で行き倒れていた理也を拾い、一晩泊める。その際に理也の豹変に疑問を持っても、黙認している。その後、預けた形になったスペアの鍵は白・理也の意思を受けた黒・理也から返されたが、理也のことを心配し続けており、桐峰学園高校の演奏会で知り合った佐紀から持ち掛けられた住み込みアルバイトで理也と同居することになり、黒・理也に振り回される。当初は理也を弟のように思っていたが、次第に惹かれていく。大学卒業後、佐紀の口利きで佐紀や理也が籍を置く音楽事務所に入社。
香坂 遥人（こうさか はると）
声 - 檜山修之
桐峰学園高校の高校生。バイオリン専攻の3年生で、理也の先輩。ある理由から理也を執拗に目で追っており、理也が篤志から預かった鍵を校内で落とした日にそれを拾っていて、鍵を探して連絡してきた理也を自分が借りているアパートへ呼び、強引に抱こうとしたことがある。それ以後も、本人曰く「理也を見るといじめたくなる」ので、理也にちょっかいをかける。
杉浦 千里（すぎうら ちさと）
声 - 冨田裕美子
桐峰学園高校の高校生。ピアノ専攻の女生徒で、理也からは「杉浦先輩」と呼ばれる。理也とのペアで協奏曲を演奏するため、定期音楽会の前から練習を重ねている。卒業生である佐紀に同じピアニストとして憧れている。

### その他の人物
成川 佐紀（なるかわ さき）
声 - 平川大輔
理也の父方の従兄弟（父親は隆の兄）。26歳のピアニスト。桐峰学園高校のOB。音楽一家・成川家の本家の血筋で、叔父たちが所属する音楽事務所に籍を置き、ニューヨークを拠点に活動している。同じくアメリカで音楽活動中の隆に代わって理也の様子を見るために帰国し、篤志と知り合う。そこで理也の秘密を知る篤志に理也の世話を頼もうと「学業に支障の出ない範囲」での住み込み家政夫のアルバイトを持ち掛けた。結構強引な性格で、独断で事を運ぼうとすることがある。
親族の中では理也個人と割と親しく付き合ってきた人間で、白・理也がかばった篤志の本心を知って成川家の事情や理也の出生のことを篤志に打ち明け、理也のことを託した。
スピンオフ作品『遠い日の蝶』では主人公。自身もアメリカ留学中に知り合った指揮者志望のイギリスからの留学生とかつて関係を持っていて、思い出の土地で思わぬ再会を果たす。
成川 隆（なるかわ たかし）
声 - 桐本琢也
理也の父親。8歳でデビューしたバイオリニストだが、30代半ばから体力などの衰えを感じており、「自分の理想の音楽家を作る」という目的のために妻（声 - 新田万紀子）とは別の女性との間に理也をもうけ、徹底的に英才教育を施してきた。
しかし、理也が言うことを聞かないと幼い頃から殴るなどの虐待をしていたらしく、それが理也の多重人格障害の原因と推測されるが、理也の出生と彼の性格が災いしてか周囲の人間は口出しできない。

## 電子書籍
漫画原作の英訳により、Amazon Kindle用の電子書籍として第1巻の英語・モノクロ版を購読することができる（題名 Il gatto sul G、Digital Manga Publishing 社、2009年7月出版）。